# Nederlandske Ordsprog
Nederlandske Ordsprog (nederlandsk: Nederlandse Spreekwoorden; også kendt som Flamske Ordsprog eller Den blå Kappe, eller på engelsk The Topsy Turvy World) er et oliemaleri fra 1559 af Pieter Bruegel den Ældre, som viser en mængde scener, hvor mennesker, men også dyr og genstande illustrerer en lang række hollandske ordsprog og talemåder.
Et gennemgående tema i maleriet er menneskelivets absurditet og menneskenes ondskab og tåbelighed. Originaltitlen Den blå Kappe eller Verdens Dårskab viser, at Bruegels hensigt med maleriet ikke blot var at illustrere ordsprog, men også menneskelige tåbeligheder. Mange af personerne på billedet har udtryksløse ansigter, noget som Bruegel brugte når han skulle afbilde fjolser.
Sønnen, Pieter Brueghel den Yngre, specialiserede sig i at lave kopier af sin fars billede, og fra hans hånd kendes mindst 16 kopier af Nederlandske Ordsprog. Disse malerier viser ikke altid de samme ordsprog, foruden at der også er andre mindre forskelle.

## Baggrund
Ordsprog var meget populære på Bruegels tid: allerede i flamske tidebøger fra 1400-tallet ses ordsprog afbildet, og Erasmus af Rotterdam udgav i 1500 en samling af ordsprog. I François Rabelais roman Gargantua og Pantagruel fra 1564 forekommer der mange ordsprog.
Året før Nederlandske Ordsprog blev der malet to andre billeder med ordsprogsmotiver: Bruegel selv malede en serie på tolv små tavler, Tolv Ordsprog, som i dag kan ses i Antwerpen, og Frans Hogenberg lavede et kobberstik med afbildninger af 43 ordsprog med tilhørende tekst, kaldet Blauwe Huick (Blå Kappe), hvoraf mange går igen i Nederlandske Ordsprog. Flamske stik med titlen Blauwe Huick kendes også fra årene omkring 1580.

## Maleriet
De mange versioner af maleriet, hvoraf ingen er signeret, er baseret på samtidige graveringer, som er signerede og som oftest gengiver ordsprogets tekst, i modsætning til maleriet. Berlin-versionen fra 1559, som anses som den bedste af versionerne, er blevet røntgen-undersøgt, så den kunne sammenlignes med andre versioner. For ingen versioner af billedet kan man følge ejerskab eller placering (proveniens) længere tilbage end til slutningen af 1800-tallet, men Brueghel-forskere mener, alle versionerne stammer fra Bruegel den Ældre, idet de viser samme skitse-undertegninger som Berlin-versionen.

### Opbygning
Beskueren kigger i billedet ned på forgrunden, hvilket giver godt overblik og stor detaljerigdom, mens baggrunden er i højde med beskueren (galgen og sejlbåden ses frontalt). Dette skift i synsvinkel giver billedet en dybdevirkning. Af hensyn til de mange detaljer i billedet er personer og genstande i billedets baggrund gengivet større end hvad som er perspektivisk korrekt. Som ofte hos Bruegel forløber hovedaksen skråt gennem billedet, fra nederst til venstre til øverst til højre. Tærterne på taget øverst til venstre er gengivet frontalt, altså perspektivisk forkert, hvilket uden tvivl er gjort med vilje.

### Motiver og tolkning
Maleriet lokker beskueren til at prøve at gætte eller genkende ordsprog. I forgrunden ses scener fra dagliglivet i en landsby tæt på kysten. På husmuren til venstre hænger en globus vendt på hovedet, som symbol på en forfejlet og gudløs verden, hvor menneskene ter sig som tåber i deres daglige gøremål. Lige under billedets centrum fanges beskuerens blik af kraftige farver: en kvinde i rød kjole, som hænger en blå kappe på sin mand; hun symboliserer herved, at hun bedrager ham. Denne blå kappe er en af flere synonymer for maleriets titel. I billedets centrum sidder djævelen under en blå baldakin, som var han konge over hele billedets verden.[kilde mangler]
Bruegels maleri lægger sig hermed op ad den tids forestilling om, at verden var syndig, ond og tåbelig, et sted hvor svig og selvbedrag, ondskab og svaghed gik hånd i hånd. I litteraturen findes lignende forestillinger beskrevet i Sebastian Brants Das Narrenschiff fra 1494 og i Erasmus af Rotterdams Moriae encomium fra 1509 (på dansk Tåbelighedens lovprisning).[kilde mangler]

### Ordsprog og talemåder
I maleriet kan man finde afbildninger af langt over hundrede ordsprog og talemåder. Man er ikke enige om det præcise antal, bl.a. fordi en del af ordsprogene med tiden er gået af brug. Men andre bruges dog stadig, fx at svømme mod strømmen, løbe panden mod en mur, stikke en kæp i hjulet eller være bevæbnet til tænderne. Derimod siger man fx ikke længere om velhavende folk, at de har taget dækket med tærter, eller beskriver ansvarlige folk som nogle der har låg på hovedet.[kilde mangler]
Tallene på denne sort-hvid gengivelse viser placering af ordsprog og talemåder i maleriet. Tallene er inddelt i seks horisonter med hver sin talfarve, jf. tabellen herunder. Til nogle af områderne hører der flere ordsprog.
| Nr | Ordsprog (nl: hollandsk ordlyd)                                                | Udlægning                                                      | Billedudsnit |  |
| -- | ------------------------------------------------------------------------------ | -------------------------------------------------------------- | ------------ |  |
| 1  | Hun binder djævelen til puden(nl)                                              | Hun har et godt tag på folk                                    |              |  |
| 2  | Han er søljebider(nl)                                                          | Han er en hykler                                               |              |  |
| 3  | Stol aldrig på den, der kommer med ild i den ene hånd og vand i den anden(nl)  | Vær ikke godtroende, ikke alle er til at stole på              |              |  |
| 4  | Han løber panden mod en mur(nl)                                                | Han forsøger at gøre det umulige                               |              |  |
| 4  | Den ene fod med sko, den anden bar(nl)                                         | Pas på ligevægten                                              |              |  |
| 5  | Man skal klippe sine får, men ikke flå dem(nl)                                 | Er man for grådig i dag, har man intet til i morgen            |              |  |
| 5  | Man skal klippe sine får, hvis man vil have uld(nl)                            | Man må yde, før man kan nyde                                   |              |  |
| 6  | Den ene klipper får, den anden svin(nl)                                        | Verdens goder er ujævnt fordelt                                |              |  |
| 7  | Så tam som et lam.(nl)                                                         | Være meget tålmodig.                                           |              |  |
| 8  | Hun giver sin mand blå kappe på(nl)                                            | Hun bedrager sin mand                                          |              |  |
| 9  | Brønden kastes først til, efter kalven er druknet(nl)                          | Der bliver først gjort noget, når det er for sent              |              |  |
| 10 | At kaste roser (perler) for svin(nl)                                           | At give dyre gaver, som ikke værdsættes                        |              |  |
| 11 | Vil du i verden frem, så buk(nl)                                               | Man må give sig, hvis man vil opnå noget                       |              |  |
| 12 | Han får verden til at snurre på tommelfingeren(nl)                             | Han får sin vilje                                              |              |  |
| 13 | De trækker hver sin vej(nl)                                                    | De vil begge gerne vinde                                       |              |  |
| 14 | Spildt grød står ikke til at redde(nl)                                         | Skader kan aldrig erstattes fuldt ud                           |              |  |
| 14 | At stikke en kæp i hjulet(nl)                                                  | At ødelægge det for andre                                      |              |  |
| 15 | Kærligheden er der, hvor pengeposen hænger(nl)                                 | Kærlighed er til salg                                          |              |  |
| 16 | En hakke uden skaft(nl)                                                        | Noget værdiløst                                                |              |  |
| 17 | Han kan ikke nå fra det ene brød til det andet(nl)                             | Pengene slår ikke til                                          |              |  |
| 18 | Led efter øksen(nl)                                                            | Find på et påskud eller en udvej                               |              |  |
| 18 | Hans lys skinner klart(nl)                                                     | Han er overbevisende                                           |              |  |
| 18 | En stor lanterne med et lille lys (nl)                                         | Snakker meget, men siger kun lidt                              |              |  |
| 18 | Han leder med lys og lygte (nl)                                                | Han har svært ved at finde det                                 |              |  |
| 18 | Han kaster øksen efter træet (nl)                                              | Han opgiver                                                    |              |  |
| 19 | Her steger silden ikke(nl)                                                     | Det går ikke, som det skal                                     |              |  |
| 19 | Han steger silden for rognen(nl)                                               | Han ofrer meget for at opnå lidt                               |              |  |
| 19 | Han har låg på hovedet (nl)                                                    | Han tager ansvar                                               |              |  |
| 19 | Silden hænger ved egne gæller(nl)                                              | Man tager ansvar for egne handlinger                           |              |  |
| 19 | Der er mere i det end en enkelt sild(nl)                                       | Det er ikke så ligetil                                         |              |  |
| 19 | Hvad kan røg gøre mod jern? (nl)                                               | Det nytter ikke at prøve at ændre noget, der ikke kan ændres   |              |  |
| 20 | Soen snupper spunsen (nl)                                                      | Uagtsomhed hævner sig                                          |              |  |
| 21 | Han sætter klokke på katten(nl)                                                | Han gør noget farligt                                          |              |  |
| 22 | Bevæbnet til tænderne (nl)                                                     | Svært bevæbnet, eller meget velforberedt                       |              |  |
| 22 | Han er i harnisk (nl)                                                          | Han er vred                                                    |              |  |
| 23 | Den ene vikler, hvad den anden spinder(nl)                                     | De sladrer                                                     |              |  |
| 23 | Sørg for, at der ikke kommer en sort hund imellem(nl)                          | Pas på, det ikke går galt                                      |              |  |
| 24 | Han stikker grisen i maven(nl)                                                 | Hans handling står ikke til at fortryde                        |              |  |
| 25 | To hunde om et ben kommer sjældent overens(nl)                                 | Bittert at kæmpe for noget                                     |              |  |
| 25 | Mens to hunde slås om et ben, nupper en tredje det(nl)                         | Man skal have et øje på hver finger                            |              |  |
| 26 | Han laver et skæg af hør til Gud(nl)                                           | Han er en hykler                                               |              |  |
| 26 | Hun står i sit eget lys(nl)                                                    | Hun er stolt af sig selv                                       |              |  |
| 27 | Hun snupper hønseægget og lader gåseægget slippe(nl)                           | Hun træffer det forkerte valg                                  |              |  |
| 28 | Han gaber over mere end en ovn (nl)                                            | Han overvurderer sine evner                                    |              |  |
| 28 | Ingen leder efter den anden i ovnen, hvis han ikke selv har gemt sig i den(nl) | Kun dem, der selv er dårlige, tænker dårligt om andre          |              |  |
| 29 | Han falder gennem kurven(nl)                                                   | Han bliver gennemskuet                                         |              |  |
| 29 | At hænge mellem himmel og jord (nl)                                            | At være i en svær situation                                    |              |  |
| 30 | At finde hunden i gryden (nl)                                                  | At komme for sent til middag                                   |              |  |
| 30 | At sætte sig mellem to stole (i asken) (nl)                                    | At være ubeslutsom                                             |              |  |
| 31 | Der hænger saksen ude (nl)                                                     | Der kan man ikke stole på folk                                 |              |  |
| 31 | At gnave på et ben (nl)                                                        | At anstrenge sig længe, men forgæves                           |              |  |
| 32 | Han klemmer på hønen, om den har æg (nl)                                       | Han er nærig (vil ikke slagte hønen, før den har lagt ægget)   |              |  |
| 33 | Han bærer lyset udenfor (nl)                                                   | Han spilder tiden                                              |              |  |
| 34 | Han tænder lys for djævelen (nl)                                               | Han er ven med alle                                            |              |  |
| 35 | At betro sig til djævelen (nl)                                                 | At afsløre hemmeligheder for fjenden                           |              |  |
| 35 | Han hvisker (nl)                                                               | Han bagtaler                                                   |              |  |
| 36 | Tranen og ræven har hinanden til bords (nl)                                    | Vær mod andre som du ønsker de skal være mod dig               |              |  |
| 36 | Hvad nytter en flot tallerken, hvis den er tom? (nl)                           | Man kan ikke nyde verden på tom mave                           |              |  |
| 36 | Han har fået på kridt (dvs. kredit) (nl)                                       | Han skylder nogen noget                                        |              |  |
| 36 | En skummeske (nl)                                                              | En pralhals eller snylter                                      |              |  |
| 37 | Stegen på spiddet skal vædes (nl)                                              | Visse ting passer ikke sig selv                                |              |  |
| 37 | Han fanger fisk uden net (nl)                                                  | Han udnytter andres arbejde                                    |              |  |
| 37 | Man kan ikke dreje spid med ham (nl)                                           | Man kan ikke samarbejde med ham                                |              |  |
| 38 | At sidde på glødende kul (nl)                                                  | At være utålmodig                                              |              |  |
| 39 | Verden på hovedet (nl)                                                         | Det modsatte af, hvad der er normalt og logisk                 |              |  |
| 40 | Han skider på verden (nl)                                                      | Han viser foragt                                               |              |  |
| 41 | Tåberne får de bedste kort (nl)                                                | Heldet kan være med de dumme                                   |              |  |
| 41 | De bliver taget ved næsen (nl)                                                 | De narrer hinanden                                             |              |  |
| 41 | Terningerne er kastet (nl)                                                     | Beslutningen er truffet og står ikke til at fortryde           |              |  |
| 42 | Som kortene falder på bordet (nl)                                              | Det er tilfældigt                                              |              |  |
| 42 | At betragte noget gennem saksens øje (nl)                                      | At tilegne sig andres ejendom                                  |              |  |
| 42 | Efterlad et æg i reden (nl)                                                    | Hav altid noget tilovers                                       |              |  |
| 43 | Her hænger gryden ude (nl)                                                     | Noget er galt                                                  |              |  |
| 43 | Han pisser mod månen(nl)                                                       | Han prøve på noget der er umuligt                              |              |  |
| 43 | At le som en bonde med tandpine (nl)                                           | En tvungen latter                                              |              |  |
| 43 | At have tandpine bag ørerne (nl)                                               | At spille syg                                                  |              |  |
| 44 | At barbere uden skum(nl)                                                       | At gøre nar                                                    |              |  |
| 45 | Han fisker bag nettet (nl)                                                     | Han går glip af en mulighed                                    |              |  |
| 46 | De store fisk spiser de små (nl)                                               | De magtfulde beriger sig selv på bekostning af de fattige      |              |  |
| 47 | Han kan ikke se, at solen skinner i vandet (nl)                                | Han er misundelig eller jaloux                                 |              |  |
| 48 | Han svømmer mod strømmen (nl)                                                  | Han er uenig med flertallet                                    |              |  |
| 49 | Kanden ryger i vandet, indtil den brister (nl)                                 | Alting har en ende                                             | NP-95.jpg    |  |
| 49 | De bredeste bælter er skåret af andres læder (nl)                              | Det er nemt at bruge andres penge                              |              |  |
| 49 | Han tager ålen ved halen(nl)                                                   | Han går i gang med noget svært                                 |              |  |
| 50 | Han ser gennem fingre(nl)                                                      | Han lader være med at påtale en uregelmæssighed.               |              |  |
| 51 | Der har de hængt kniven ud(nl)                                                 | De udfordrer                                                   |              |  |
| 52 | Der står træskoene(nl)                                                         | Der venter man forgæves                                        |              |  |
| 53 | Han har hul i taget (hovedet) (nl)                                             | Han er ikke for klog                                           |              |  |
| 53 | Et gammelt tag skal ofte tætnes(nl)                                            | Gamle ting kræver megen pasning                                |              |  |
| 53 | Der har de lægter på taget (nl)                                                | Der bliver man aflyttet                                        |              |  |
| 54 | Han skyder en anden pil efter den første (nl)                                  | Han gentager en tåbelighed                                     |              |  |
| 54 | Han skyder sine pile (nl)                                                      | Han er overilet                                                |              |  |
| 55 | To tåber under samme hætte (nl)                                                | En tåbe elsker selskab                                         |              |  |
| 55 | Det vokser ud af vinduet (nl)                                                  | Det kan ikke holdes hemmeligt                                  |              |  |
| 56 | Han spiller på gabestokken (nl)                                                | Han udstiller sin ugerning                                     |              |  |
| 57 | Han skifter fra okse til æsel (nl)                                             | Han gør en dårlig forretning                                   |              |  |
| 58 | Han tørrer sin røv på porten (nl)                                              | Han er ligeglad                                                |              |  |
| 58 | Han bærer sin byrde (nl)                                                       | Alle har deres problemer                                       |              |  |
| 58 | Han spænder skuldrene (nl)                                                     | Han gør en indsats                                             |              |  |
| 58 | Den ene tigger bryder sig ikke om en anden ved døren (nl)                      | Folk er bange for konkurrence                                  |              |  |
| 59 | Det hænger som et das over kanalen (nl)                                        | Det er indlysende                                              |              |  |
| 59 | Enhver kan se gennem en egeplanke med hul i (nl)                               | Man behøver ikke understrege det indlysende                    |              |  |
| 59 | De skider i samme hul (nl)                                                     | De er uadskillelige kammerater                                 |              |  |
| 60 | Han smider penge i vandet (nl)                                                 | Han spilder sine penge                                         |              |  |
| 60 | En revnet mur går hurtigt til (nl)                                             | Når noget er lavet dårligt, holder det ikke længe              |              |  |
| 61 | Han hænger kutten på hækken (nl)                                               | Han afslutter                                                  |              |  |
| 62 | Han ser bjørnene danse (nl)                                                    | Han er sulten                                                  |              |  |
| 62 | Vilde bjørne foretrækker artsfæller (nl)                                       | Lige børn leger bedst                                          |              |  |
| 63 | Stik kosten ud (nl)                                                            | Gør hvad du vil, når chefen er ude                             |              |  |
| 63 | De har giftet sig under kosten (nl)                                            | De bor sammen uden at være gift                                |              |  |
| 64 | De har taget dækket med tærter (nl)                                            | Der har de penge nok                                           |              |  |
| 65 | Når hegnet er væk, går grisene i kornet (nl)                                   | Skødesløshed kan føre til katastrofe                           |              |  |
| 65 | Hvad landmanden taber i korn, vinder han i flæsk (nl)                          | Når nogen taber, vinder andre                                  |              |  |
| 66 | Han har ild i røven (nl)                                                       | Han er meget foretagsom                                        |              |  |
| 66 | Den, der æder ild, skider gnister (nl)                                         | Gør man noget farligt, må man ikke forundres over følgerne     |              |  |
| 67 | Han hænger sin kappe i vinden (nl)                                             | Han er opportunist                                             |              |  |
| 68 | Han kysser dørhammeren (nl)                                                    | Han er slesk                                                   |              |  |
| 69 | Hun kigger på storken (nl)                                                     | Hun spilder tiden                                              |              |  |
| 69 | Man kender fuglen på fjerene (nl)                                              | Klæder skaber folk                                             |              |  |
| 70 | Han lufter fjerene i vinden (nl)                                               | Han tænker sig ikke om                                         |              |  |
| 71 | Slå to fluer med et smæk (nl)                                                  | Ordne to ting på én gang                                       |              |  |
| 72 | Han er ligeglad med, at huset brænder, så længe han kan få varmen (nl)         | Han udnytter muligheden til eget bedste                        |              |  |
| 73 | Han slæber en klods efter sig (Han har en klods om benet) (nl)                 | Han knokler til ingen nytte                                    |              |  |
| 73 | Nød kan få gamle koner til at løbe (nl)                                        | Når der sker noget uventet, kan man vise nye sider af sig selv |              |  |
| 74 | Hestepærer er ikke figner (nl)                                                 | Lad dig ikke narre                                             |              |  |
| 75 | Fører den ene blinde den anden, falder de begge i grøften (nl)                 | Med uduelige råd går tingene galt                              |              |  |
| 76 | Rejsen er ikke slut, fordi man kan se kirke og tårn (nl)                       | Man skal gøre tingene færdige                                  |              |  |
| 76 | Intet er spundet så fint, at det ikke kan ses i solens lys (nl)                | Intet kan forblive skjult for evigt                            |              |  |
| 77 | Hold øje med sejlet (nl)                                                       | Vær varsom og pas på                                           |              |  |
| 77 | Med vinden i ryggen (nl)                                                       | Succes kommer lettere under gunstige omstændigheder            |              |  |
| 78 | Hvorfor går gæssene barfodet? (nl)                                             | Alt har en årsag, også når den ikke er indlysende              |              |  |
| 78 | Hvis jeg ikke skal vogte dem, lader jeg gæs være gæs (nl)                      | Jeg blander mig ikke i ting der ikke vedkommer mig             |              |  |
| 79 | Hvor der ligger ådsel, kommer der krager (nl)                                  | Hvis der er noget at få, myldrer folk derhen                   |              |  |
| 80 | Han skider på galgen (nl)                                                      | Han frygter ikke sin straf                                     |              |  |

## Som inspiration
Maleriet har inspireret andre kunstnere til at afbilde ordsprog. Således har Hong Kong-avisen Passion Times trykt illustrationer af kantonesiske ordsprog, mens den amerikanske maler T.E. Breitenbach i 1975 malede billedet Proverbidioms med illustrationer af omkring 300 ordsprog og talemåder. Dette billede er brugt i engelskundervisning i amerikanske skoler og også udgivet som puslespil.

## I populærkultur
Et udsnit af maleriet er brugt som illustration på omslaget af det amerikanske indie-folk band Fleet Foxes' album af samme navn fra 2008.

## Versioner
Af disse seks forskellige versioner af maleriet har Pieter Brueghel den Ældre malet de to første og hans søn Pieter Brueghel den Yngre de fire øvrige.
- Gemäldegalerie, Berlin
- Noord Brabantsmuseum, Den Bosch
- Rockox House, Antwerpen
- Privateje
- Frans Hals Museum, Haarlem
- Stedelijk Museum Wuyts-Van Campen en Baron Caroly, Lier